# Горняцкий район (Макеевка)
Горня́цкий райо́н (укр. Гірницький район)— район на юге города Макеевка.
Общее население — 107 635 чел. (2001 год) — крупнейший по численности населения.
Административно подчинены:
- Грузско-Зорянский поселковый совет
- Пролетарский поселковый совет

## Достопримечательности
- ДК шахтоуправления «Холодная Балка» (ул. Клубная, 1)
- ДК труболитейного завода имени Куйбышева (ул. Свердлова, 44),
- Дом-музей Людмилы (ул. Свердлова, 40)
- Городской ДК им. В. Г. Кирсановой (бывший ДК шахты им. Ленина)
- Государственный макеевский научно-исследовательский институт по безопасности работ в горной промышленности (МакНИИ)
- Стадион «Холодная Балка» («Шахтёр») (ул. Павлова, 4а)
- Плавательный бассейн «Трубник» (ул. Свердлова, 36)
- Спорткомплекс «Жовтневое»: стадион, плавбассейн «Дельфин» (ул. Керченская)
- Центральный рынок Макеевки («Красный рынок»)
- «Козацкое кладбище»
- Солнечные часы, установленные при входе во Дворец Пионеров

## Жилые массивы и посёлки
- Красный рынок: беспорядочно застроенная территория вокруг Красного рынка
- Рудбольница
- Берестовка
- Победа
- Войково
- Чехова
- Село Макеевка
- Новая Заря — пос.шахты № 29
- Ломбардо
- Чкалово
- Красная Горка
- Западная
- Осипенко (Сайт), неофиц.название — Постбудка, так как согласно легенде до революции на въезде в посёлок стояла постовая будка
- пос. Ленина, неофиц.название — Нахаловка, так как территория застроена беспорядочно, самовольно («нахально»), планировка отсутствует. Есть 4 посёлка Ленина: Ленина «А» (на начало 2008 г. перестал существовать), Ленина «Б», Ленина «В», Ленина «Г»
- микрорайон Зелёный (9-этажки)
- микрорайон Мирный (10-этажки, одна 14-этажка)
- Красная Звезда
- пос. Чехова
- пос. Маяк
- пос. Пролетарский. В народе все называют Холодная Балка (угольные шахты Холодная Балка 1 и Холодная Балка 2). В Пролетарском расположен поссовет, включающий в себя пос. Свердлово и другие соседние нас. пункты.
- пос. Свердлово
- пос. Угольщик (в народе все называют Сахно, возможно устаревшее/прошлое название нас. пункта)
- пос. Гусельское
- пос. Котовского
- микрорайон Октябрьский (9-и этажки)

## Основные автомагистрали
- просп. Генерала Данилова
- ул. Свердлова
- ул. Вознесенского
- ул. Панченко
- ул. Автотранспортная
- Донецкое шоссе — основная магистраль, связывающая областной центр с Россией
- ул. Кирова (Холодная Балка)
- ул. Репина
- ул. Баратынского
- ул. Академическая

## Промышленные предприятия и шахты
- Макеевский труболитейный завод имени Куйбышева
- Макеевский стрелочный завод
- ЦОФ «Пролетарская»
- Шахты ГП «Макеевуголь»: шахта Холодная Балка, ЧП «Горняк-95» (бывш.шахта Октябрьская), шахта имени В. И. Ленина (бывш. Пролетарская-Глубокая), шахта «Кировская-Западная», шахта Пролетарская-Крутая (закрыта, ликвидирована), шахта Грузская (закрыта, ликвидирована), шахта 10-бис (закрыта, ликвидирована)
- Завод железобетонных, бетонных изделий и конструкций (ЖБИК)- Частично разрушен.

## Городской транспорт
До недавнего времени в районе эксплуатировались троллейбусы
- 1 Детский мир (Центрально-Городской район Макеевки) — Молокозавод (мкр «Зелёный»)
- 2 Железнодорожный вокзал (Кировский район Макеевки — Трубзавод (сейчас только до Детского мира, Центрально-Городской район Макеевки)
- 6 Детский мир (Центрально-Городской район Макеевки) — Шахта «Холодная Балка»
- 7 Детский мир (Центрально-Городской район Макеевки) — посёлок «Объединённый» (Хлопкопрядильная фабрика, Советский район Макеевки)
- 5 Детский Мир — ул. Горностаевская (действующий).

В Горняцком районе Макеевки маршруты трамваев пролегали до 1960-х годах. Маршрут № 2 шёл из центра к трубозаводу (был кольцевым, однопутным).
См. Макеевский трамвай, Макеевский троллейбус.

## Железнодорожные станции и остановки
- станция Макеевка-Грузовая
- станция Мишино
- станция Калиновая
- станция Ливенка (закрыта)

## Здравоохранение
- Клиническая Рудничная больница г. Макеевки (ранее - Городская больница 1), ул. Больничная, 1
- КМУ «Городская больница № 4», ул. Энгельса Сайт
- КМУ «Городская больница № 7», ул. Лебедева, 3